# 労働組合会議
労働組合会議（ろうどうくみあいかいぎ、英: Trades Union Congress）は、イングランドおよびウェールズの労働組合におけるナショナルセンターである。国際労働組合総連合（ITUC）に加盟している。

## 概要
TUCは1868年にマンチェスターで結成。現在はロンドンのコングレスハウスに本部がある。